# Los invencibles shuaras del Alto Amazonas
Los invencibles shuaras del Alto Amazonas es una documental silente ecuatoriano dirigido por el salesiano italiano Carlos Crespi Croci, filmado en el año 1926 en Santiago de Méndez (Morona Santiago) y estrenado el 26 de febrero de 1927 en el teatro Edén, de Guayaquil. Es considerado el primer documental etnográfico de Ecuador y uno de los primeros de América Latina. Este documental y la película El tesoro de Atahualpa, de Augusto San Miguel, estrenada en 1924, son los precursores del cine en Ecuador.
La película con el tiempo se dañó y no quedó una copia completa. Del original de Crespi solamente quedan alrededor de siete minutos, pero hay una recreación realizada en 1995 con los fragmentos iniciales y filmes posteriores. Una de las escenas más llamativas del video original es la práctica de la tzantza.

## Producción

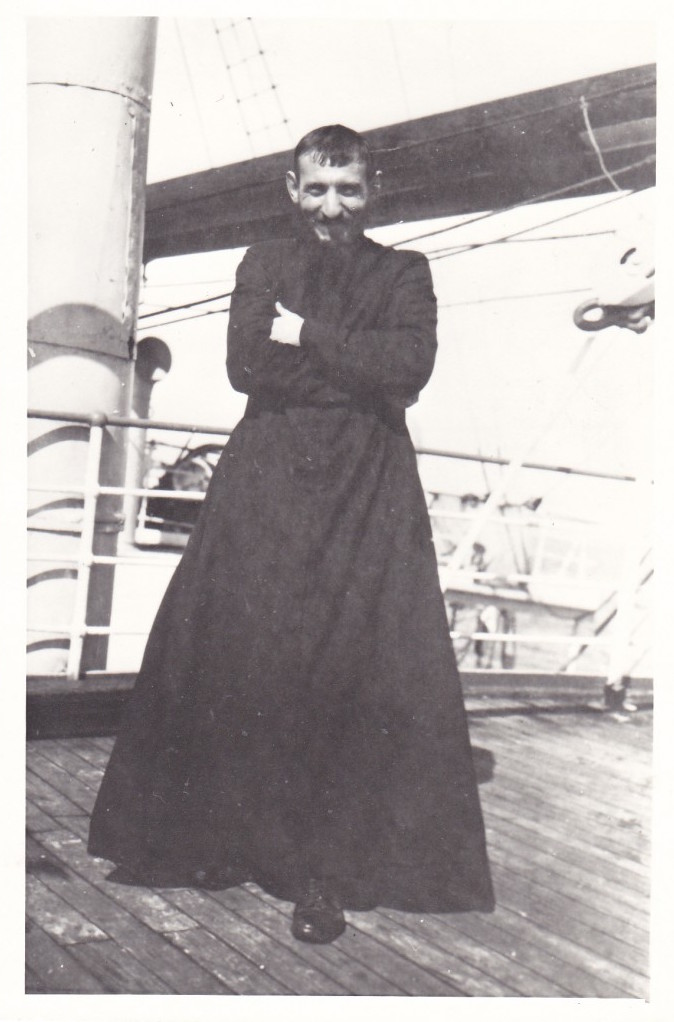
Carlo Crespi en 1926 a bordo del vapor "Venezuela" con destino a Ecuador.

La filmación es una recopilación de la vida diaria de los shuar en el oriente ecuatoriano y del trabajo misionero salesiano con comunidades indígenas. El trabajo fue realizado por sacerdote italiano Carlos Crespi, el camarógrafo Carlo Bocaccio y el fotógrafo ecuatoriano Rodrigo Bucheli, quienes filman los avatares del trabajo misional con comunidades indígenas del Oriente. En la edición trabajó el operador Vitey de Fontana. El equipo filmó unos 2.500 metros de película, que fueron reducidos a la mitad en la etapa de edición.
La filmación tiene cuatro partes. La primera está compuesta por tomas del mar de Génova, vistas de Guayaquil y Cuenca y la llegada al Oriente. La segunda corresponde a las costumbres del "jíbaro" y sus formas de caza, la tercera es la fiesta de la tzantza y la cuarta es la obra de los misioneros salesianos y el Comité Patriótico Orientalista de Señoras.

## Restauración
La película se desgastó luego de muchas proyecciones y sus fragmentos se dispersaron en un incendio que se produjo en 1962 en el instituto Cornelio Merchán, en Cuenca, donde Crespi tenía la filmación, por lo que quedó incompleta.
En 1995 se hizo una recreación de la filmación a cargo de Ulises Estrella, director de la Cinemateca Nacional del Ecuador. Los siete primeros minutos de la película original fueron reconstruidos y los 10 minutos adicionales fueron recreados con filmes de época y posteriores, que contienen costumbres como la caza, pesca y la fiesta de la tzantza. La recreación mantiene el guion original de Crespi, además de fotografías y documentos del Archivo Histórico Salesiano, un comentario musical y algunos efectos especiales. Este trabajo tuvo la participación del Archivo Nacional de Películas del CCE con la contribución de la UNESCO y la Universidad Autónoma de México.